# مستا
مستا (به روسی: Мста) رودی است که از کشور روسیه می‌گذرد و به دریاچه ایلمن می‌ریزد. طول این رود ۴۴۵ کیلومتر (۲۷۷ مایل) است.